# Dyess Air Force Base
La Dyess Air Force Base est une base de l'United States Air Force située dans le Texas, près d'Abilene.
La principale unité stationnée est la 7th Bomb Wing (8th Air Force).
Ouverte en 1942 sous le nom d'Abilene Army Air Base (AAB), la base est connue pour abriter des Rockwell B-1 Lancer.